# Jezioro Kosewskie
Jezioro Kosewskie (Naprusewskie) – jezioro polodowcowe znajdujące się w powiecie słupeckim, w gminie Ostrowite. Nad jeziorem leży wieś Lipnica oraz Kosewo.
Powierzchnia jeziora wynosi 90,2 ha. Średnia i maksymalna głębokość tego akwenu to 5,9 m i 9,9 m.